# 5 Pułk Dowodzenia
5 Pułk Dowodzenia im. gen. dyw. Stanisława Hallera (5 pdow) – oddział dowodzenia i łączności Wojsk Lądowych RP.
Pułk został sformowany w 1993 na podstawie zarządzenia szefa Sztabu Generalnego Wojska Polskiego nr 055/org. z 24 czerwca 1993 oraz zarządzenia dowódcy Krakowskiego Okręgu Wojskowego nr 048/org. z 12 lipca 1993. Na podstawie tych zarządzeń postanowiono sformować Jednostkę Wojskową 2771. Formowanie pułk zakończył 30 kwietnia 1994.
W początkowym okresie działalności pułku, sztab, logistyka oraz jeden z czterech batalionów mieściły się w Krakowie w kompleksie koszarowym przy ul. Ułanów, a sekcja szkolenia, sekcja systemów łączności oraz pododdziały łączności mieściły się przy ul. Tynieckiej. Od 2001 całość stacjonowała w kompleksie koszarowym przy ul. Tynieckiej, a w 2003 została przeniesiona do podkrakowskiej Rząski.
12 czerwca 1994 odbyło się uroczyste wręczenie sztandaru dla pułku, a aktu tego dokonał ówczesny szef sztabu Krakowskiego Okręgu Wojskowego generał brygady Zdzisław Wijas. Sztandar ufundowały władze i społeczeństwo Stołecznego Królewskiego Miasta Krakowa, miast Kwidzyna i Bochni oraz Dowództwa Krakowskiego Okręgu Wojskowego.
Pułk był jedną z pierwszych jednostek Korpusu, która w 2000 swoje struktury zorganizowała zgodnie ze standardami Paktu Północnoatlantyckiego. W jej skład wchodzi Kompania Reprezentacyjna 2 Korpusu Zmechanizowanego. Była pierwszą jednostką w Wojsku Polskim, która wykonywała zadania jednostki łączności i zabezpieczenia w funkcjonowaniu Dowództwa i Sztabu Okręgu Wojskowego.
Od dnia 1 stycznia 2008 w miejscu 5 Pułku Dowodzenia zaczął funkcjonować 5 Batalion Dowodzenia.
W 2023 rozpoczęto proces ponownego przeformowania batalionu w pułk, uroczysta zbiórka z okazji podpisania protokołu przekazania sił i środków oraz zadań realizowanych przez 5 bdow na rzecz 5 pdow odbyła się 29 listopada 2023 roku.

Insygnia 5 pdow
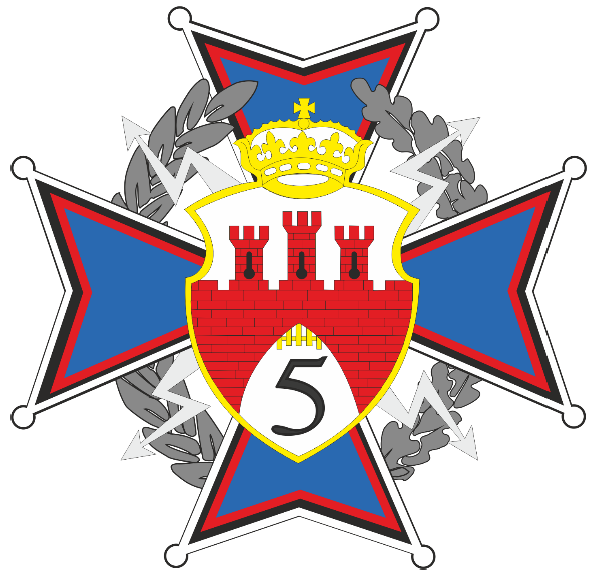
Odznaka pamiątkowa (wzór 2025)
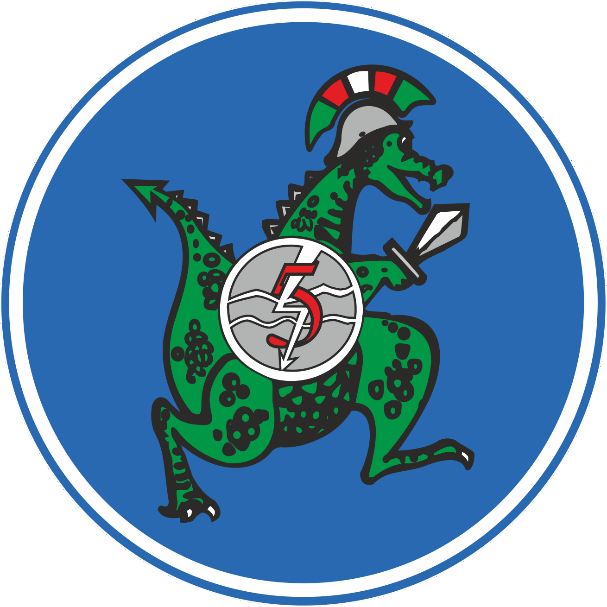
Oznaka rozpoznawcza na mundur wyjściowy (wzór 2025)
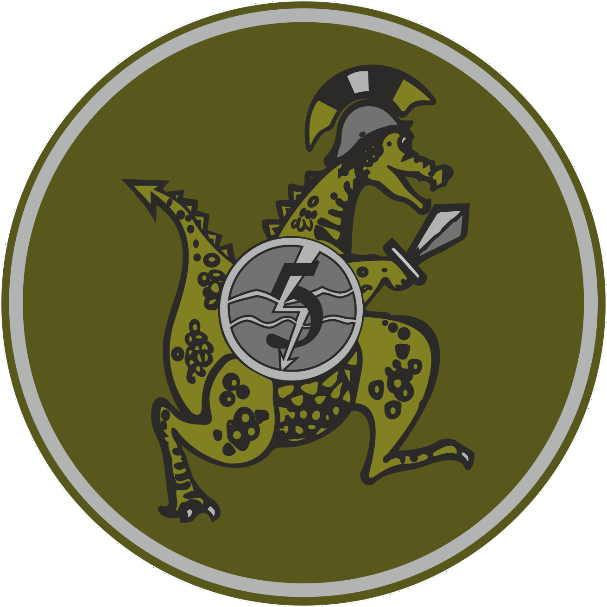
Oznaka rozpoznawcza na mundur polowy (wzór 2025)
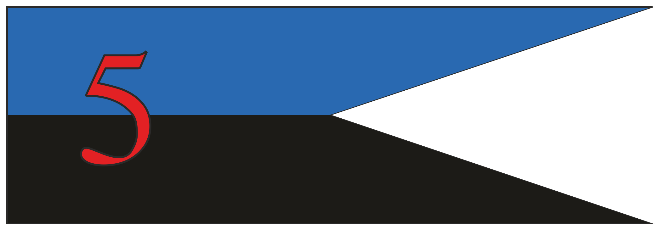
Proporczyk na beret (wzór 2025)

## Dowódcy
- płk Andrzej Niziołek (1993–1996)[2]
- płk Andrzej Brzoza (1996–1997)
- płk Ryszard Więcławski (1997–1999)
- płk Antoni Oczak (1999–2004)
- płk Krzysztof Jankowski (2004–2007)

- płk Mariusz Toporek (10-10-2023 – 2025)[3]